# پرویبه
پرویبه (به پرتغالی: Peruíbe) یک منطقهٔ مسکونی در برزیل است که در ایالت سائو پائولو واقع شده‌است. پرویبه ۳۲۴٫۵۵ کیلومتر مربع مساحت و ۶۵٬۲۲۶ نفر جمعیت دارد.